# ジョー・ジョーダン (サッカー選手)
ジョー・ジョーダン（Joe Jordan）ことジョセフ・ジョーダン（Joseph Jordan, 1951年12月15日 - ）は、スコットランド出身の元サッカー選手、サッカー指導者。現役時代のポジションはFW。

## 経歴
1968年にグリノック・モートンFCでキャリアをスタートさせ、その後リーズ・ユナイテッドAFCやマンチェスター・ユナイテッドFCなどで活躍した。1988年にブリストル・シティFCで引退すると、その翌年には監督として同クラブの指揮を執った。その後もハート・オブ・ミドロシアンFCやストーク・シティFCなどのクラブを率いた。
スコットランド代表としても52試合に出場し、11得点を記録した。3度のワールドカップにも出場した。

## エピソード
- 接触を恐れない被ファールの多い選手だったため、プロデビューしてしばらくして彼の前歯はほとんど折れてしまっている[1]。現在は何らかの処置を施していると考えられる[2]。

- 2011年現在、トッテナム・ホットスパーでアシスタントコーチを務めており、2011年2月15日UEFAチャンピンズリーグ決勝トーナメント1回戦のミラン対トッテナム戦で、ジェンナーロ・ガットゥーゾに体当たりされた[要出典]。

## 選手経歴
- 1968-1970  グリノック・モートンFC
- 1970-1978  リーズ・ユナイテッドAFC
- 1978-1981  マンチェスター・ユナイテッドFC
- 1981-1983  ACミラン
- 1983-1984  エラス・ヴェローナFC
- 1984-1987  サウサンプトンFC
- 1987-1988  ブリストル・シティFC